# Albert Azzo II van Este

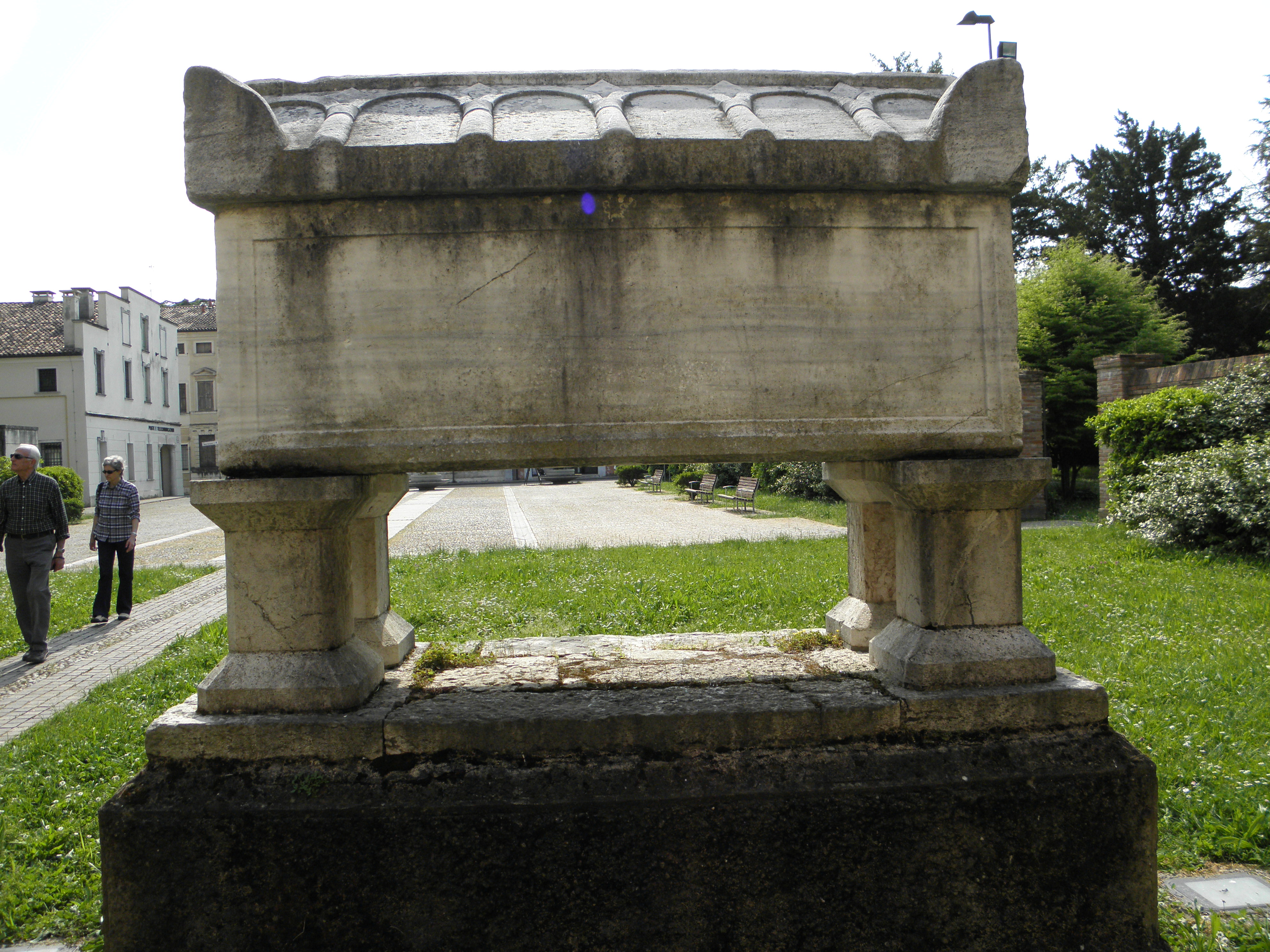
Graf van Albert Azzo II in Badia Polesine

Albert Azzo II van Este (997 - 1096/1097) was de enige zoon van Albert Azzo I van Luni en zijn vrouw Adela. Hij was de grondlegger van het huis Este.

## Geschiedenis
In 1014 werd Albert Azzo enige tijd gevangengezet door keizer Hendrik II vanwege de politiek van zijn vader. Dit lijkt een belangrijke les te zijn geweest: Albert Azzo was gedurende zijn lange leven een voorzichtig politicus die er steeds voor zorgde om een goede relatie met de keizer te hebben. Hierdoor kon hij gestaag zijn bezit en zijn macht uitbreiden.
Albert Azzo erfde in 1026 de functies van zijn vader: graaf van Luni, Genua, Tortona en markgraaf van Milaan. Onder keizer Hendrik III werd hij ook graaf van Lunigiana, Padua en Rovigo, heer van Monfelice en Montagrane. Hij was voogd van een groot aantal abdijen, waaronder Vangadizza, San Giovanni di Vicolo en Caprasio dell'Aula. Albert Azzo had grote bezittingen in heel Noord-Italië en in Toscane en werd als de rijkste man van Italië beschouwd. In 1073 vestigde hij zich permanent in Este, en naar die plaats heeft zijn familie zich genoemd.
Omstreeks 1050 hertrouwde Albert Azzo met Gersenda (Gersendis) van Maine, dochter van graaf Herbert I van Maine en verstoten echtgenote van Theobald III van Blois. Albert Azzo probeerde voor haar en voor zijn oudste zoon uit dit huwelijk, Hugo, Maine weer in handen te krijgen. In 1069 leidde hij een expeditie tegen de Normandiërs die de macht hadden in Maine en wist ze met veel moeite te verslaan. Albert Azzo keerde met zijn zoons terug naar Italië en Gersende bleef achter om Maine te besturen, samen met haar vazal Godfried van Mayenne die openlijk haar minnaar was. Uiteindelijk had Hugo geen interesse in Maine en bleek dat graafschap niet te behouden.
De investituurstrijd plaatste Albert Azzo voor een moeilijke keuze. Na lang aarzelen koos hij de kant van de paus, tegen keizer Hendrik IV. Wel was Albert Azzo een van de bemiddelaars die het uiteindelijke compromis (de Tocht naar Canossa) mogelijk maakten. In 1096 bemiddelde hij nog de verzoening tussen Hendrik IV en zijn zoon Welf. Albert Azzo is begraven in het klooster van Vagadizza.

## Huwelijken en nakomelingen
1. In 1036 met Cunigonde (overleden in 1054), dochter van graaf Welf II van Altdorf en Irmentrude van Luxemburg. Haar bruidsschat was een bezit van 1100 hoeven in de omgeving van Padua, wat later door hun zoon werd geërfd. Cunigonde is begraven in het klooster van Vangadizza (thans Badia Polesine, Rovigo, Veneto, Italië) . Zij kregen een zoon:
- Welf IV, graaf van Beieren, stamvader van het huis Welf-Este[2]

2. Met Gersende; zij kregen onder andere:
- Fulco I (overleden 15 december 1128), markgraaf van Milaan
- Hugo V (1062-1097), graaf van Maine

3.? Volgens sommige bronnen was hij ook getrouwd met Vitalia, dochter van Peter Orseolo
Welf heeft nog oorlog gevoerd tegen zijn halfbroers over hun Italiaanse bezittingen.

### Bastaardkinderen
Albert Azzo had een buitenechtelijke relatie met Mathilde, zuster van de bisschop Willem van Padua. Ze kregen een dochter:
- Adelasia, gehuwd met Guglielmo Adelardi